# 2011年10月中國大陸
- 10月31日，网友爆料，多名淘宝网支付宝用户被捐款到中国绿化基金会账户，少则0.2元，多则6,000元[1]。
- 10月30日，著名学者宋晓梧表示，内地失地农民约4,000万人，获土地出让金太少，所占份额仅为开发商的十八分之一或政府的十三分之一[2]。
- 10月29日，内地修改居民身份证法，自2012年1月1日起，办理居民身份证相关业务新增指纹信息录入[3]。
- 10月28日，10·5湄公河中国船员劫杀案告破，嫌犯包括泰国陆军9名军人[4]。
- 10月28日，涉案金额8,112万元的安徽第一女巨贪——亳州人、原漯阜铁路董事长兼总经理张海英被判无期[5]。
- 10月27日，广州日报报道，司法腐败导致的南京彭宇错案，鼓楼区法院原主审王浩虽调离但“未停职检查”[6]。
- 10月25日，湖南长沙、湘潭警方联手侦破一起使用包括亚硝酸钠在内的工业盐制售食盐案，抓获涉案人员9名，查获有毒冒牌食盐近14吨、涉案门店7家[7]。
- 10月24日，东方今报报道，100多名河南周口农民被骗至新西伯利亚当劳工受困于俄罗斯[8]。
- 10月23日，人民网报道，吉林境内总造价23亿元的靖宇至松江河线铁路工程，违规分包给一家冒牌公司和外行包工头，偷工减料成隐患被停工[9]。
- 10月22日，下午6时15分左右，韩国武力扣押3艘中国渔船，共涉31名中国船员，部分船员受伤[10]。
- 10月21日，石油行业占霸主地位，2010年度中石油、中海油和中石化3央企净利润2,705.3亿元，占102家央企净利的31.74%，分居前第1、3和4位[11]。
- 10月20日，广州日报报道，广东广州将设奖鼓励见义勇为，帮助解决就医就业住房子女教育等问题；牺牲者最高可获50万元抚恤金[12]。
- 10月19日，南方电视台记者采访广州中共三大会址旁无证停车场，长时间被殴打无人劝阻；行凶者仅被拘留10日[13]。
- 10月19日，南方日报报道，广州市社科院调查结果显示，农村基层选举贿选为现象普遍，贿选形式从油送米到派发筹码等多样化[14]。
- 10月18日，人民网报道，未成年人房产被父母抵押，福建长乐市法院裁决抵押无效[15]。
- 10月18日，31岁长居北京石景山阜石路一居民楼的江苏籍男子花掉父母600余万元，谎称在牛津大学读书真相暴露后扬言轻生[16]。
- 10月18日，菲律宾炮艇于南海礼乐滩附近水域撞击中国渔船，掳走的25艘无人小船拒绝归还[17]。
- 10月17日，10·5金三角湄公河流域中国商船遇袭案发后，滞留泰国的26艘中国商船、164名船员及其家属回抵云南西双版纳关累码头与景洪港[18]。
- 10月17日，13时10分，位于重庆奉节大树镇兰靛村的富发煤矿发生瓦斯爆炸事故，9人遇难4人被困[19]。
- 10月17日，山东商报报道，山东收费公路总里程8,964公里，其中还贷公路7,034公里，占收费里程的78.47%。2010年度累计收费189.35亿元，每公里年均收费211.23万元，每公里日均收费5787元。2010年底，累计还贷余额1,080.52亿元[20]。
- 10月15日，网友爆料，一辆开往南京的动车提供由浙江桐庐冠华兔业与上海新成食品二家公司出厂的盒饭，保质期长达半年[21]。
- 10月15日，广西玉林驻军与当地警察互殴，导致军警对峙[22]。
- 10月15日，四川省阿坝州一名19岁还俗僧侣高呼口号自焚重伤，成为当地两周来第6名自焚者。
- 10月13日，福布斯2011大陆最佳商业城市榜单出炉，东部5市广州、深圳、杭州、上海和南京依次居前5位；苏鲁浙粤4省共58市入榜[23]。
- 10月13日，由9名浙沪游客与5名当地高山协作与背夫组成的14人登山团队9月30日进入四姑娘山失踪13日后平安出山[24]。
- 10月13日，道德缺失与人心冷漠，下午5点半左右，广东佛山黄岐广佛五金城发生车祸，2岁女童两次遭车碾压，18人路过无人出手相救或报警[25]。
- 10月12日，30岁法学女博士胡娟出任湖北通山县长[26]。
- 10月11日，淘宝网提费遭联合抵制，中国最大B2C——淘宝商城电子平台持续受到数万名自称“中小卖家”的网民集体攻击[27]。
- 10月10日，中国移动重庆公司原老总沈长富20年受贿3,616万元[28]。
- 10月9日，辛亥革命100周年大会在人民大会堂召开，胡锦涛协同江泽民等出席并发表讲话称中共是孙中山最忠实继承者。[29]
- 10月9日，三秦都市报 报道，2名古驰辞职员工爆料血汗工厂深圳古驰旗舰店，喝水要申请，上厕所要报告，虐待怀孕妇女致使流产[30]。
- 10月8日，湖北广水高层官员调任带走公务车成惯例，人大五常委联名追讨[31]。
- 10月7日，凌晨2时许，云南昆明官渡区大板桥街道红沙坡村花季少年符国俊被30多名保安乱殴致死，数百村民讨说法[32]。
- 10月7日，下午16时许，天津滨保高速上行60公里＋700米处，一辆河北的大客车与一辆山东小轿车发生交通事故，大客车侧翻造成35人死亡[33]。
- 10月7日，7日是黄金周的最后一天，交通进入返程高峰，当日河南、安徽、天津发生3起重大交通事故，共造成至少56人死亡[34]。
- 10月6日，泰晤士全球大学排名中华区共有24所大学入选前400，内地10所、台湾8所、香港6所。港大排名仅次于日本东京大学列第34位居亚洲区第2位；北大为内地排名最前大学，列49位；台大为台湾最前大学，列第154位[35]。
- 10月5日，中国籍华平号和缅甸籍玉兴8号两艘商船于湄公河金三角泰国水域遭武装劫持，13名中国船员全部被枪杀[36]。
- 10月5日，上午11时45分，位于江苏南京的南钢集团炼铁厂5号炉发生铁水外溢事故致12人死亡1人伤[37]。
- 10月4日，贵州荔波安平煤矿发生煤与瓦斯突出事故，17人遇难[38]。
- 10月4日，中国和俄罗斯联合国安理会否决法、英等国提交的有关叙利亚问题的决议草案[39]。
- 10月1日，下午1时30分，享年85岁的南京大屠杀幸存者倪翠萍，因罹患帕金森氏症于南京桥北新村家中辞世。南京大屠杀遇难同胞纪念馆两位幸存者铜像雕塑，倪翠萍为其中之一[40]。
- 10月1日，重庆对存量房——独栋别墅开征房产税[41]。

## 10月31日

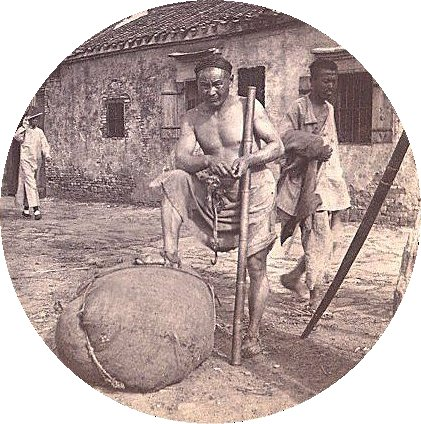
1900年代江苏镇江苦力

- 因应微博对政府过滤信息和控制社会的努力构成的挑战，腾讯控股主席马化腾称正研究监控微博新方法[42]。
- 湖北15岁的骑车少年张聪，10月16日于武汉市汉口民权路铜人像附近，搀扶倒地老人被怀疑交通肇事，警方缜密调查后还其清白[43]。
- 北京晚报报道，广西罗城部分中小学近日暴发甲型副伤寒疫情，多为轻度症状[44]。
- 在海南海口举行的中国武术散打功夫王争霸赛上，河南散打名将上官鹏飞被武警选手崔飞当场擊倒后昏迷，很可能成为植物人[45]。
- 重庆市渝中区嘉滨路今水尚洗浴休闲会所组织卖淫，共有19人涉嫌组织卖淫罪或协助组织卖淫罪被起诉[46]。
- 光明网报道，广西惊爆奴役事件：贺州平桂管理区望高镇16'乞丐遭非法拘禁当苦力[47]。
- 新京报报道，教育部拟推动流动人口子女异地高考，时间表未定[48]。
- 北京晨报报道，黑龙江虎林市东诚镇副镇长董泗臣（原名徐运兵）冒用他人名字，读中专和工作20余年，遭爆料后被免职[49]。
- 网友爆料，多名淘宝网支付宝用户“被捐款”给中国绿化基金会，少则2毛，多则6,000元[1]。
- 法制日报报道，全国首例网络贩毒吸毒案侦破，截止27日，缴获各类毒品308.3千克，涉及贩毒案件496起，打掉制贩毒团伙144个、制毒厂点22个，查获制贩毒人员1,604人[50]。
- 瞭望周刊报道，由于涉及基础建设、惠农资金、土地征用诸多领域，村干部腐败各显神通，成为不容忽视的群体[51]。
- 中老缅泰4国于北京签署《关于湄公河流域执法安全合作的联合声明》[52]。
- 内蒙古党委原副秘书长白志明，涉案金额约合2,293万元，涉嫌受贿、贪污、巨额财产来源不明以及非法持有枪支弹药等罪名受审[53]。
- 经济参考报报道，新疆棉花丰收，中国最大产棉县——阿瓦提县和驻地一些涉农机构设置关卡，向出外售棉农民非法收费[54]。
- 清华大学教授高鸿钧指出，土地招投标制度缺乏公开公平公正，导致国土资源部门官员犯罪“前腐后继”[55]。
- 新华网报道，花钱买认证、张贴假冒认证，认证过期或撤销，记者对山东、广西调查，惊爆天价有机食品乱象[56]。
- 中投公司与苏伊士环能集团签署23亿欧元天然气合作协议[57]。

## 10月30日
- 广东肇庆鼎湖区，一女子夜见网友谢某遭劫险遭奸[58]。
- 4名武汉游客在鄂州磨刀矶码头因游船服务引争执，围攻被打反遭赔钱了事[59]。
- 中东问题特使吴思科表示，叙利亚应加快改革，回应民众诉求，结束流血冲突[60]。
- 中国之声报道，山东青岛居民在原装荷兰进口美素奶粉发现一条活虫子，与经销商沟通索赔时，被要求先证明虫子为荷兰国籍[61]。
- 中国经济体制改革研究会会长宋晓梧表示，内地失地农民约4,000万人，获土地出让金太少，所占份额仅为开发商的十八分之一或政府的十三分之一[2]。
- 早晨6时过后，四川成都三环路成绵立交桥至龙潭寺立交桥上桥处，发生车辆连环碰撞事故：至少造成4人受伤、两人死亡[62]。

## 10月29日
- 下午2时40分，河南汝南梁祝镇派出所所长王银鹏酒驾警务车造成5死3伤的恶性交通事故，记者采访遭扣留[63]。
- 甘肃成县54岁的政法委副书记张汉文涉嫌猥亵12岁女学童被停职拘留[64]。
- 因竞选人大代表而引发关注的下岗工人刘萍探访陈光诚遭殴打，报警被派出所转移后失去联系。[65]
- 探访陈光诚运动再遭暴力。发起人刘沙沙逃脱国保控制，解除“被旅游”返回山东省临沂市。[66]
- 中国网报道，中国工程院院士王梦恕透露，由于融资（贷款）困难，内地停工缓建的铁路项目已达在建铁路项目的9成以上，停工铁路里程总数已超过1万公里[67]。
- 内地修改居民身份证法，自2012年1月1日起，办理居民身份证相关业务新增指纹信息录入[3]。
- 兵役法通过修改，应征入伍最低年龄调低至为17岁；在校大学生退役复学后助金额最高可达6,000元[68]。
- 郑州晚报报道，人民大学给农村寒门学子开辟特殊通道，自主招生对农村户籍生源出新规，要求家中三代无大学生[69]。
- 东南网报道，由于资金紧张，兰渝铁路多处工地数万民工“讨薪”，90%的在建项目停工[70]。
- 内地引入的首架空客A380运营12天后因机械故障停飞[71]。
- 爬山受困，6驴友自北京市房山区周口店镇涞沥水村入宝金山，5人于次日获救，1人坠崖身亡[72]。
- 云南网报道，云南红河州破获一起特大网络传销案，抓获涉嫌组织的犯罪嫌疑人10名[73]。
- 甘肃临洮县漫洼乡境内兰渝铁路黑山隧道吕家滩斜井，一辆拉料货车车祸造成24人死亡、4人重伤[74]。
- 18时10分许，位于湖南衡山县长江镇的霞流冲煤矿发生瓦斯爆炸，29人死亡[75]。
- 受大雾的影响，京港澳高速河北邢台沙河段连续发生追尾交通事故，3人死亡、6人受伤[76]。
- 凌晨1时20分许，北京丰台区成寿寺路35号房屋遭数十名不明身份者强拆夷为平地，房东曾遭枪械顶住头部威胁[77]。

## 10月28日

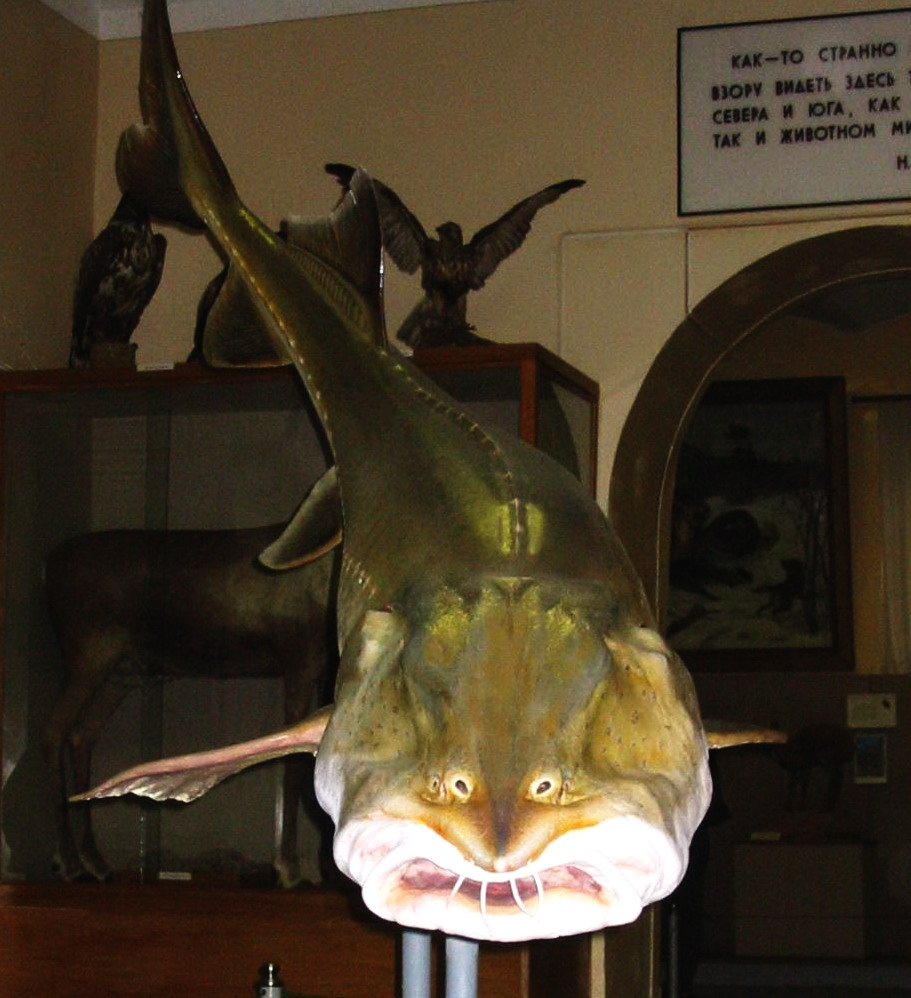
哈巴罗夫斯克自然博物馆鲟鳇标本

- 广东深圳拟调行政区划，将宝安和龙岗新增两个功能新区，暂定为龙华新区和大鹏新区[78]。
- 经济参考报报道，长三角初现产业空心化，制造业出现裁员停工现象[79]。
- 10·5湄公河13名中国船员劫杀案告破，嫌犯包括泰国陆军第三军区9名军人[4]。
- 新华社报道，涉案金额8,112万元的安徽第一女巨贪——亳州人、原漯阜铁路董事长兼总经理张海英被判无期徒刑[5]。
- 黑龙江省孙吴县沿江乡渔民在黑龙江俘获一重达207公斤、具有繁殖能力的雌性鲟鳇鱼，已送往养殖基地[80]。
- 人民网报道，山东滨州规定，市民检举违法犯罪行为属见义勇为行为[81]。
- 国航一架747客机，使用10余吨航空生物燃油于首都机场试飞成功[82]。
- 19时43分左右，广东广州地铁4号线故障停运，次日早上6时恢复正常营运[83]。
- 下午3时20分，宜宾岷江杨湾河段，腾兴9号宜宾籍运沙货船翻沉，3名船员失踪[84]。
- 晚上8点左右，山东青岛附近海域两艘巴拿马籍货轮相撞一艘沉没，19名朝鲜籍船员中1人死亡、10人失踪[85]。
- 新疆和硕县第二幼儿园面包校车与另一辆面包车相撞，19人受伤[86]。

## 10月27日
- 河南遂平，警察调节纠纷遭20多人城管暴力围攻（城管伤警事件），3行凶者被刑拘[87]。
- 浙江永嘉县刘晓颂和施晓洁夫妇，非法集资7亿元，以涉嫌集资诈骗罪和非法经营罪被批捕[88]。
- 广东鹤山桃源镇党委副书记张志青涉嫌强奸女下属被侦办[89]。
- 广州日报报道，司法腐败导致的南京彭宇错案，鼓楼区法院原主审王浩“未停职接受检查”[6]。
- 广东中山市原市长李启红因犯内幕交易、泄露内幕信息和受贿罪，判刑11年[90]。
- 新京报报道，山东利津县瘦肉精羊肉泛滥，农业部派专员督办[91]。
- 广电总局“限娱令”正式下达，中央电视台被指置身事外成为最大受益者[92]。
- 多家主流媒体头版头条三天不换，刊登关于中共深化文化体制改革等重大问题决定的说明，强调加强共产党对文化的领导[93]。
- 新华网报道，天津滨海新区大沽口散化锚地发现一艘民国时期的铁木质沉船[94]。
- 黑龙江密山青年水库附近林地发现一野生东北虎死亡，初步断定系误被野生动物猎捕工具钢丝套套住颈部所致[95]。
- 凌晨0点36分，位于河南焦作的焦煤集团九里山煤矿发生煤与瓦斯突出事故，7人遇难11人失踪[96]。
- 海南东方市环卫局原局长唐道勇行贿受贿，两项各涉案金额均超过70万元，一审获刑6年[97]。
- 上午10时许，广东惠州368路公交车售票员提醒乘客防扒遭殴打，现场冷漠乘客无一愿意配合笔录作证[98]。

## 10月26日
- 国务院确认辽宁和河北海域行政区域界线[99]。
- 香港科技大学教授丁学良因转发了一条《中国时报》关于“《建国大业》在纽约首映观众为0”的报导，被新浪微博以传播不实信息暂停发布和被关注功能一个月。美国之音（页面存档备份，存于）

比尔与美琳達·盖茨基金会徽标

- 加税引发群体抗税，浙江湖州吴兴区织里镇一童装小业主拒交税款引发群体性事件，9人受伤；所涉征税人员被解聘[100]
- 北大校园，家境贫寒的吉林籍年轻厨师骤然去世，师生自发为其家属3次募集善款[101]。
- 江苏滨海县司法局副局长陈步良，10月15日当街殴打部下被停职[102]。
- 科学技术部与比尔及梅琳达·盖茨基金会在美国西雅图签署战略合作谅解备忘录[103]。
- 中国青年报报道，北京大学社会学博士冯军旗的论文《中县干部》，揭露中国官场政治生态[104]。
- 地处拉萨河上游，西藏规模最大的水利枢纽——旁多水利枢纽工程成功截流[105]。
- 羊城晚报报道，广东深圳拟推动男女性别平等立法，女性可选择延期延期至与男性同龄退休[106]。
- 广西新闻网报道，傍晚起，广西岑溪市三中食堂发生集聚事件，学生要求维持原饭菜价格，事件过程未出现过激行为[107]。
- 晚8时7分许，浙江永嘉县鹤盛镇半山村发生杀人案，村支书、报账员夫妻当场被刺死[108]。

## 10月25日
- 买官被骗报警骗子被擒，湖南醴陵市农机局原党委书记叶长华被免职[109]。
- 证券日报报道，毗邻浙江衢州柯城区新新街道上妙村的开山股份（300257）涉嫌造假上市，严重的污染引发冲突[110]。
- 湖南长沙、湘潭警方联手侦破一起使用包括亚硝酸钠在内的工业盐制售食盐案，抓获涉案人员9名，查获有毒冒牌食盐近14吨、涉案门店7家[7]。
- 福建一艘闽莆渔20110渔船在台海烏坵嶼附近海域沉没，截至22时30分，已确认2人获救，2人失踪[111]。

## 10月24日

内地1984年4月6日始推居民身份证

- 上午11时左右，福建南安蓬华镇计生部门于广东深圳龙岗街道龙新社区一住宅楼，跨省捉拿4个月哺乳期妇女强制结扎涉嫌非法拘禁[112]。
- 东方今报报道，100多名河南周口农民被骗至新西伯利亚当劳工受困于俄罗斯[8]。
- 公平正义：潇湘晨报报道，黑龙江由前双城市长任法人代表的雀巢公司克扣奶农已成为公开秘密[113]。
- 国家统计局和央行2名工作人员因泄露经济数据分获5年、6年徒刑[114]。
- 北京香山景区疑因配合公安局“重大接待”将索道临时停运，百名乘客悬挂半空。客服：“小伙子，我劝你，不要给你自己和单位惹麻烦！”新浪微博已删帖。南方都市报
- 中国内地拟在第二代身份证登记指纹信息，指纹等个人信息非法泄露将被追刑[115]。
- 中国网报道，福建、浙江警方破获淘宝网网店售假系列案件，涉案人员71名，涉案货值8,842万元[116]。
- 四川资阳17岁花季少女遭绑架关禁158天，绑匪赵品刚与黎敏夫妻被捕[117]。
- 中国网报道，广东广州荔湾区工程改造，昌华涌沿线房屋拆迁货币补偿最高达每平米1.98万元[118]。
- 新京报报道，贵州瓮安'县委书记龙长春直面公众信访案件，办结回复率达到99.6%；信访量由3年前的2千余起快速下降至2010年的60余起[119]。
- 广东深圳光明新区发展和财政局公务员廖天野，因家庭纠纷对父施暴遭媒体披露引起多方关注，10月30日向双亲跪拜求原谅[120]。
- 中国青年报报道，江苏沭阳县重赏招商引资，400万奖金仅发30万成被告，政府诚信丧失[121]。

## 10月23日
- 人民网报道，吉林境内总造价23亿元的靖宇至松江河线铁路工程，违规分包给一家冒牌公司和外行包工头，偷工减料成隐患遭停工[9]。
- 位于山东济南槐荫区段店镇新庞村一“黑诊所”涉嫌非法割肾贩卖被查获[122]。
- 重庆晨报报道，自2012年起，重庆城乡义务兵家庭优待金统一调高至每户每年8千元，并实时根据经济社会发展水平进行调整[123]。
- 华龙网报道，重庆开县白桥镇一父亲为收取2万元的彩礼，欲将12岁女儿嫁给25岁男子被制止[124]。
- 上海东方早报报道，远远超过注册资本的淘宝网阿里巴巴小额贷款公司，为卖家累计提供80亿元月息达1.8%的高息贷款遭质疑[125]。
- 新京报报道，北京华联精品超市三里屯店肉馅内违规添加染色剂日落黄遭投诉[126]。
- 贵州从江县刚边乡宰别苗寨发生火灾，几乎整个村子烧毁，数百人无家可归[127]。

## 10月22日
- 上海嘉定区龙湖郦城开发商降房价遭围攻，降价导致损失众业主聚集表抗议[128]。
- 经济参考报报道，云南曲靖陆良化工铬渣无害化处理未获环保局验收擅自复产，村民阻止遭殴打[129]。
- 下午6时15分左右，韩国武力扣押3艘中国渔船，共涉31名中国船员，部分船员受伤[10]。
- 菲媒称，菲律宾拒返10月18日菲炮艇南海礼乐滩附近水域撞击中国渔船事件掳走的25艘无人小船[17]。
- 一辆载有中国游客的巴士上午在泰国西南部普吉府发生车祸，目前已确认造成1名中国人遇难、多人受伤[130]。
- 由中电投资集团经营，地处青海乌兰县的50兆瓦（5万千瓦）光伏电站开始并网调试[131]。
- 第20届金鸡百花电影节在安徽合肥落幕[132]。
- 扬子晚报报道，南京烈女子用高跟鞋当武器打败色狼。南京沿江工业开发区，一夜班女工李小姐遇袭，色狼惨遭暴打后逃走[133]。
- 北京模特苏巍感情受挫微博直播自杀获救[134]。

## 10月21日

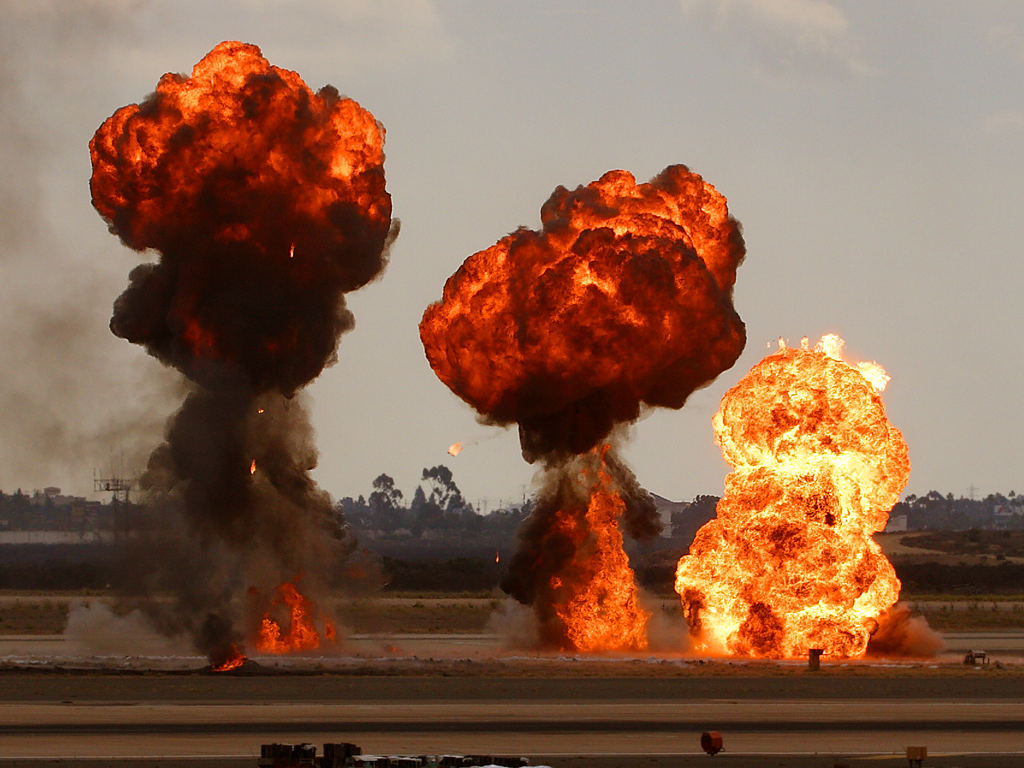
爆炸破坏力

- 华龙网报道，重庆1-9月份GDP达到7,003.73亿元（1,077.91亿美元），同比增长16.5%，增速首次位居第一位[135]。
- 针对近期发生在四川阿坝的9起自焚事件，德国外交部呼吁中国应该改变西藏政策，缓和紧张局面。他还呼吁达赖喇嘛利用他的影响力制止喇嘛和尼姑自焚。此前中国外交部、美国国务院等均发表过评论。VOA（页面存档备份，存于）
- 警界地震：中新网报道，山东青岛侦破聂磊涉黑案，包括原市北、李沧二公安分局局长于国铭和冯越欣在内共有14名警察涉嫌犯罪[136]。
- 北京晚报报道，北京计划2015年城乡统一低保，标准为年人均消费支出30%[137]。
- 湖南红网报道，“生命阳光”进口奶粉被指造假，华裔记者实地探访，新西兰并无实体工厂[138]。
- 工人日报报道，“民主选举”机制下的贿选花样小学开始兴起。记者对河南郑州小学班干部竞选调查发现，除部分家长帮孩子跑官要官外，以承诺请客和送礼回报大行其道[139]。
- 长沙晚报报道，多处出现柴油供应短缺，华北、华东地区以及湖北、湖南等省份柴油资源出现供应紧张[140]。
- 第八届中国-东盟博览会于广西南宁国际会展中心开幕，中国总理温家宝、马来西亚首相纳吉、柬埔寨首相洪森和东南亚国家联盟秘书长素林出席开幕式[141]。
- 香港一艘由长洲开往中环的客轮发生撞船事故，76人受伤[142]。
- 京华时报报道，妻子细心呵护植物人丈夫13年后被唤醒。家住北京朝阳常营一栋楼房的杨立英，丈夫冯志良1996年煤气中毒成为植物人，在妻子照料下于2009年6月唤醒[143]。
- 中新网报道，广东清理国土部门与土地开发商的从属关系，土地资源市场价格总值460亿元[144]。
- 京华时报报道，洛阳市公安局原副局长李小选、刑警支队党委成员张建岳、民警尤益民等人，对河南省监察厅原副厅长王文海进行实名举报，指王曾交通肇事逃逸，并找人顶替[145]。
- 湖南耒阳太平圩乡凤光村一非法爆竹生产作坊发生爆炸，7人死亡[146]。

## 10月20日

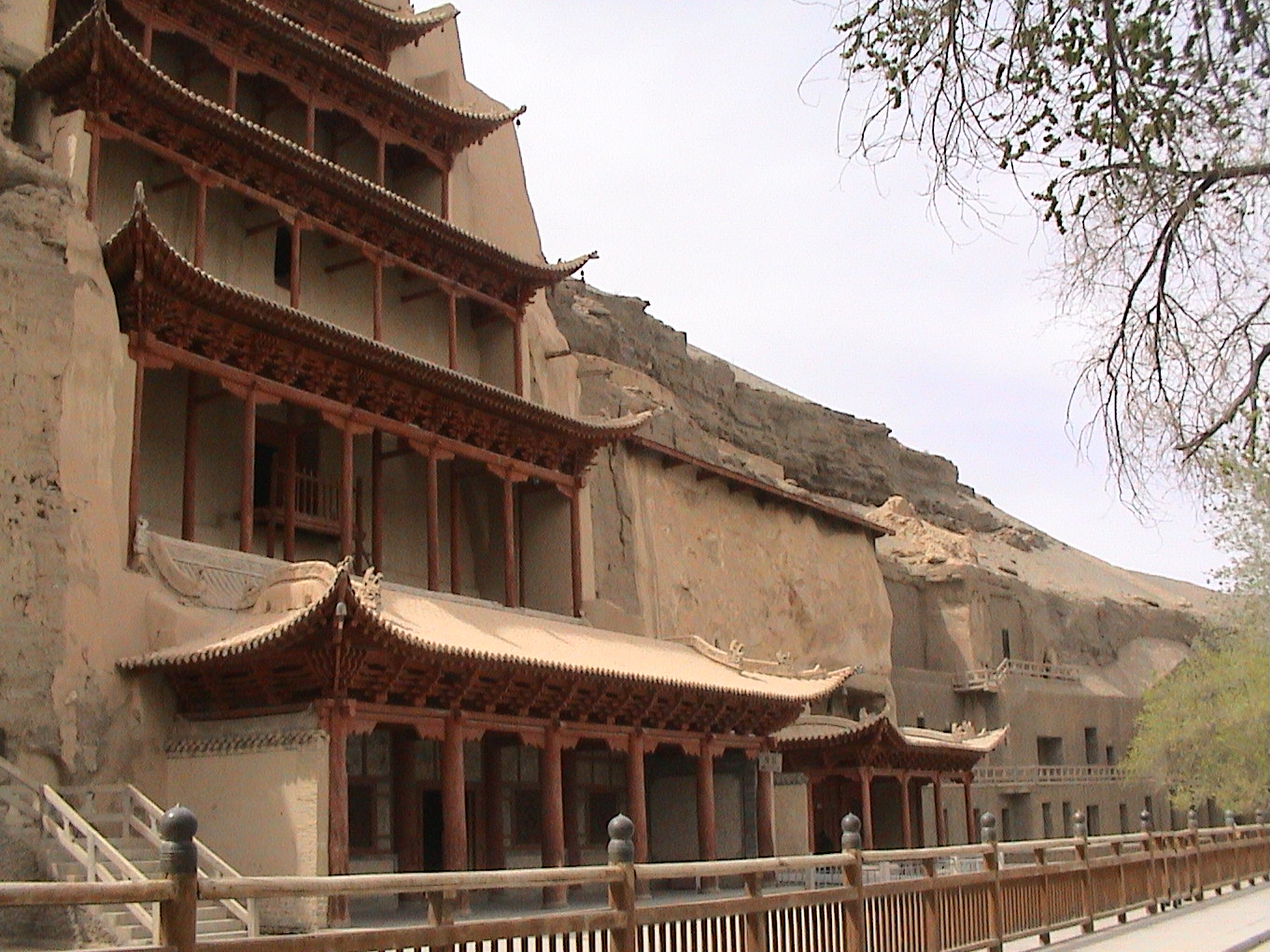
莫高窟

- 南方都市报报道，党政机关普通公务用车配备办法即将付诸实施，标准调至1.8升排量、18万元以内[147]。
- 甘肃敦煌，世界文化遗产莫高窟实施新的参观预约办法，自助游散客纳入预约范围[148]。
- 农民工维权：中国之声报道，长沙县警察殴打关押讨薪农民工，湖南纪委干部陆群叫板长沙县委书记杨懿文，称“谁错谁立即辞职”[149]。
- 广州日报报道，广东广州将设奖鼓励见义勇为，帮助解决就医就业住房子女教育等问题；牺牲者最高可获50万元抚恤金[12]。
- 湖北宜昌点军因征地纠纷引发一起村民自焚事件。财经网（页面存档备份，存于）
- 广东佛山市党校针对小悦悦事件召开道德建设专家座谈会，专家认为“见死不救”入刑并不恰当，政府更应该在“见义勇为”上完善制度[150]。
- 中国国际物联网博览会在江苏无锡开幕[151]。
- 浙江温州交警支队一大队二中队民警郑某涉嫌强奸坐台女，获刑4年并赔偿1.2万元[152]。
- 32岁湖南籍女子秦国英广州花都连遭2次车祸，路过艺人微博发文寻亲获人援助[153]。
- 触目惊心：四川泸县云锦往立石方向公路发生交通事故，5岁幼童当场死亡；涉案货车号牌为川E23305，目击者称幼童曾遭来回碾压拖行10米[154]。
- 浙江杭州市运管局查获非法拉客，司机吴某拒罚一丝不挂上演“裸体秀”[155]。

## 10月19日

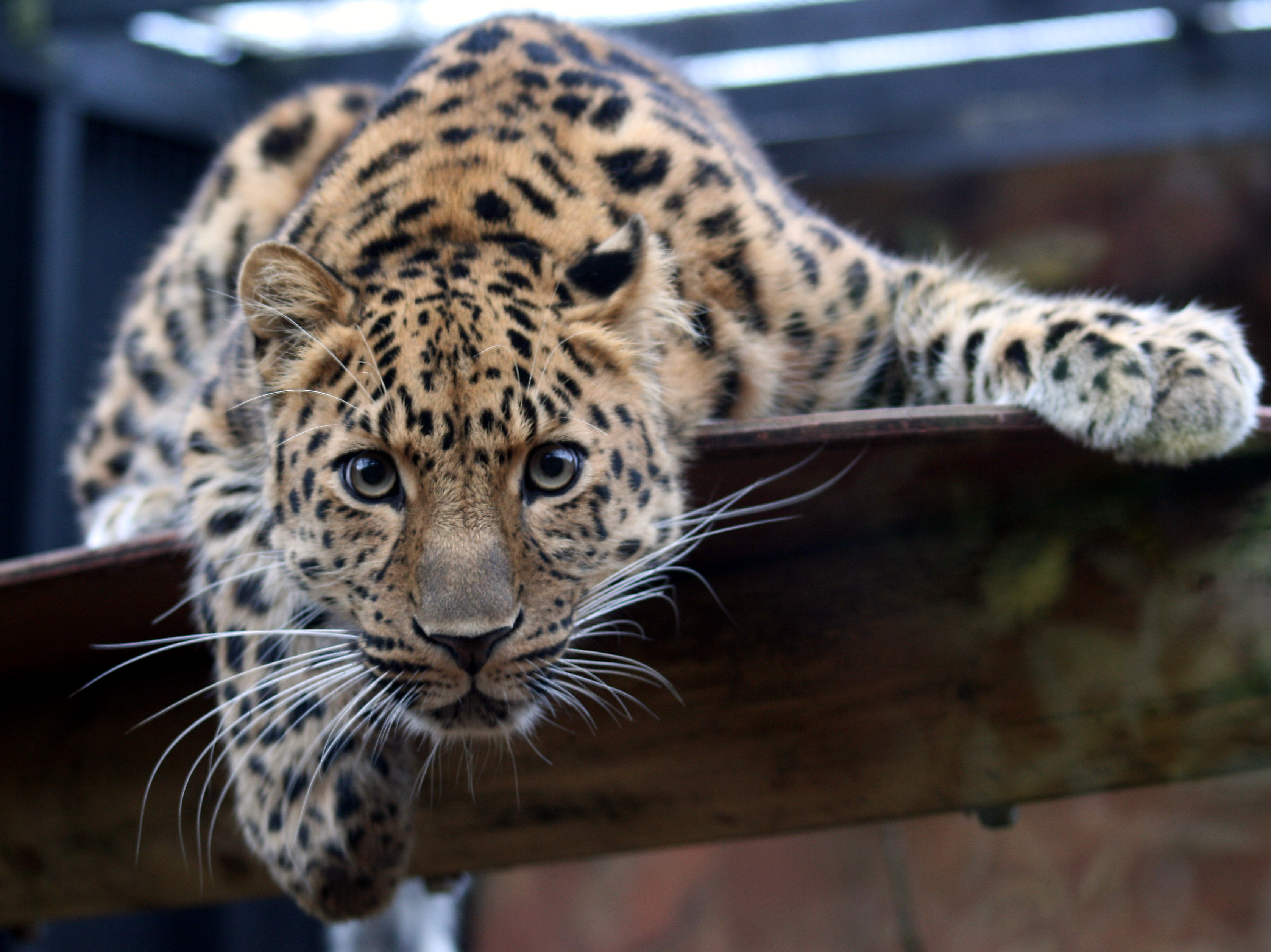
一级保护动物东北豹

- 甘肃第一贪官——甘肃省农垦社会保险办公室原副主任刘保禄受审，涉嫌社保贪污，涉案金额2,800余万元[156]。
- 公安部打拐1号督办案告破，贵州解救被拐儿童11名[157]。
- 31岁的山东单县籍的退伍军人牛作涛，在广州珠江边跳江抢救陌生轻生女子时英勇献身[158]。
- 南方日报报道，广州市社科院调查结果显示，广东广州农村基层选举贿选为现象普遍，贿选形式从油送米到派发筹码等多样化[14]。
- 13时30分，吉林汪清县西南岔林场通过远红外相机成功拍到濒危动物——东北豹[159]。
- 扬子晚报报道，英国华侨协会会长、祖籍江苏泰州华侨单声，捐赠322件流落海外文物，其中一件价值1.5亿元[160]。
- 北京市工商局宣布，由河南郑州思念食品公司生产的“思念牌”三鲜水饺被检出含金黄色葡萄球菌，企业已作初步回应[161]。
- 重庆发布工资指导价，18个行业工资最高超过4000元[162]。
- 工信部自10月1日起废止前六批节能汽车目录，第七批推广目录共有49款车型入围[163]。
- 郑州晚报报道，国家级贫困县陕西白水县耗巨资签约影视明星许晴做白水苹果形象代言人遭质疑[164]。
- 湖南城乡首次按相同人口比例选举人大代表[165]。
- 山东男子遭强拆被打断腿，维权被关进敬老院，经过电视台曝光后继续被关。敬老院称，没有当地中共党委的指示不会放人。山东电视台/腾讯
- 科技日报报道，中国科学院武汉岩土力学研究所研究员冯夏庭出任国际岩石力学学会主席[166]。
- 日本鹿岛建设公司透过中国红十字会向抗战时期被掳去的中国劳工赔款去向成迷[167]。
- 齐鲁晚报报道，全长4.7公里、投资5亿元海阳至即墨跨海大桥——丁字河口大桥计划免费通行[168]。
- 东方网报道，上海地铁10月13日至10月18日6天发生7次故障[169]。
- 南方电视台记者采访广州中共三大会址旁无证停车场，长时间被殴打无人劝阻；行凶者仅被拘留10日[13]。
- 晚上9点多，浙江永嘉瓯北镇罗浮大街和双塔路的交叉路口，一大型户外电子广告牌播放涉黄视频10来分钟行人目瞪口呆[170]。

## 10月18日
- 网友爆料陕西最牛执法违法城管，安康汉滨区多辆城管执法车4年违法637次[171]。
- 家住云南祥云县沙龙镇石壁村29岁青年李春云勇追劫匪，遇害10年终被认定为见义勇为[172]。
- 人民网报道，未成年人房产被父母抵押，福建长乐法院裁决抵押无效[15]。
- 检察日报报道，河南中医学院原院长彭勃和情人受贿千余万元[173]。
- 位于江苏南京六合区的中国核工业二三建设公司40余职工食堂的早饭发生食物中毒，诊断为亚硝酸盐中毒[174]。
- 疯狂英语员工张宇以李阳名义办信用卡恶意透支50余万元[175]。
- 河南南阳市移民局官员忆南水北调淅川移民：初期冻死饿死不少；2005年考察到部分民众经过多次搬迁，无衣，躲进深山当野人。[176]
- 荆楚网报道，湖北安陆市陈店乡黄巷村卸任村支书喻道峰经商发家后，捐资100万元修建基础设施和村办公楼[177]。
- 重庆江津区杜市镇高歇社区居委会主任张文森借用操场办婚宴，校方禁学生上操场[178]。
- 北京日报报道，北京对纯电动汽车推广开绿灯，私人购买无需摇号[179]。
- 31岁男子长居北京石景山阜石路一居民楼的江苏籍男子花掉父母600余万元，谎称在牛津大学读书真相暴露后扬言轻生[16]。

## 10月17日

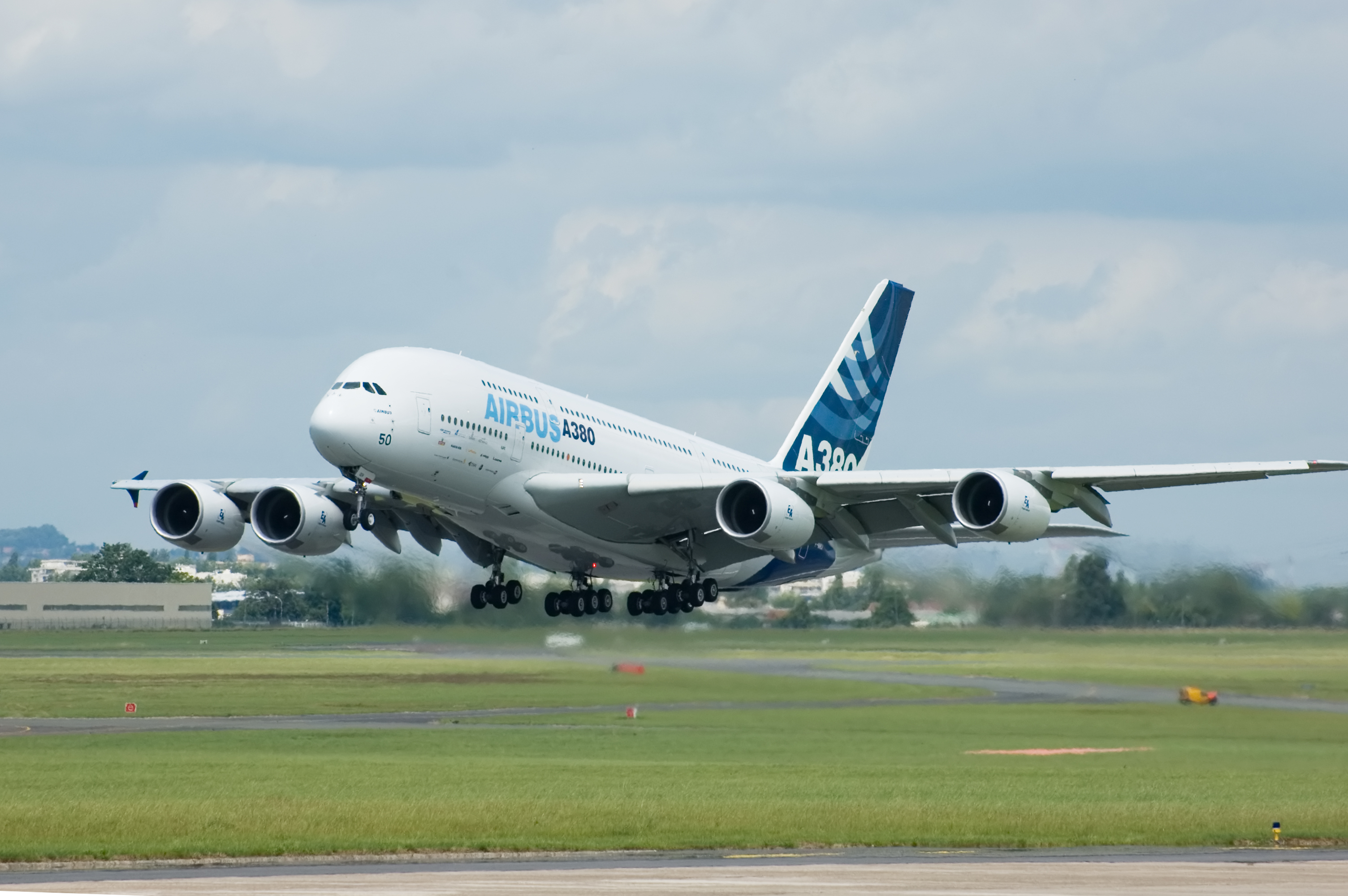
空客A380

- 南航引入中国内地首架最高载客量达840人、舒适载客量为555人的空客A380投入营运，成为全球第七家A380运营商[180]。
- 山东商报报道，山东收费公路总里程8,964公里，其中还贷公路7,034公里，占收费里程的78.47%。2010年度累计收费189.35亿元，每公里年均收费211.23万元，每公里日均收费5787元。2010年底，累计还贷余额1,080.52亿元[20]。
- 京华时报报道，山东青岛远洋公司原副总宋军贪污600多万美元（约合4,100万人民币），仅北京就有房产27套[181]。
- 中国知识产权国际合作论坛在美国旧金山举行[182]。
- 新华网报道，中国最大海上医院——海军“和平方舟号”通过巴拿马运河，接治外国患者[183]。
- 国家博物馆回应《国家博物馆收25万场租办私人婚礼（页面存档备份，存于）》报道，称国博不允许对外出租场地举办私人婚礼，但新郎新娘为博物馆职工。回应未提及租金。北京晨报/腾讯 （页面存档备份，存于）
- 云南文山市红甸乡小六寨小学发生食物中毒，22名学生出现中毒症状，3名学生病情危重，9人病情较重；诊断为毒鼠强中毒[184]。
- 13时10分左右，位于重庆奉节大树镇兰靛村的富发煤矿发生瓦斯爆炸，9人遇难4人被困[19]。
- 见义勇为，江苏泗阳人——43岁的申通快递仓库管理员顾井祥，于南京栖霞区燕子矶张化村深夜勇追1公里制服抢劫歹徒[185]。
- 触目惊心：广东东莞中堂镇斗朗工业大道一黑窝点用病死猪肉做腊肉与腊肠，亚硝酸钠和农药敌百虫拌进工业盐腌制与杀虫[186]。

## 10月16日

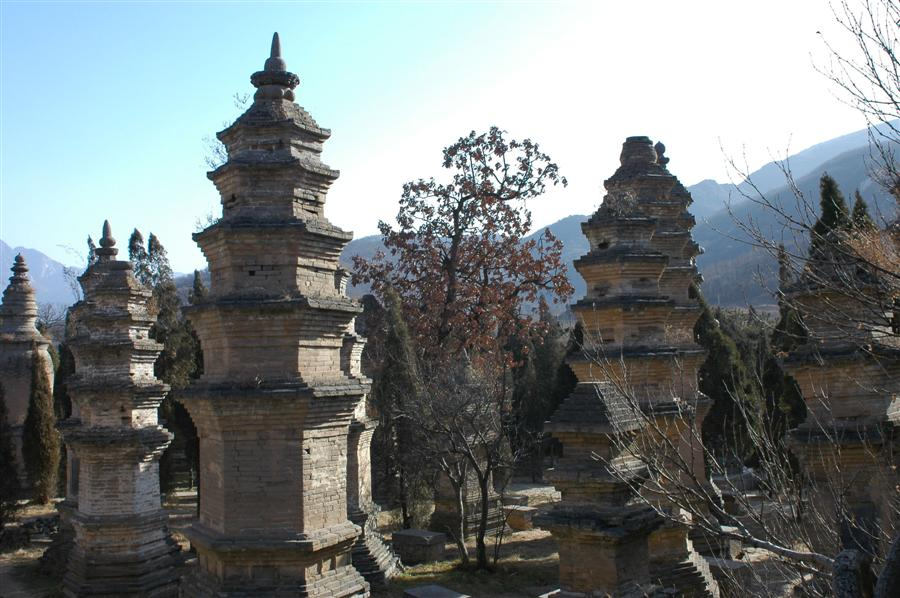
嵩山少林寺

- 广东原陆丰市烟草局长陈文铸定性为“严重违纪”被“双开”[187]。
- 重庆市黔江区政府新建殡仪馆闲置5年后废弃，将在原址400米处重建。新华网/网易（页面存档备份，存于）
- 11时38分，位于陕西铜川照金镇的田玉煤矿发生瓦斯爆炸，11人遇难2人受伤[188]。
- 受10·5金三角湄公河中国商船遇袭事件的影响，滞留泰国的26艘中国商船、164名船员及其家属回抵云南西双版纳关累码头与景洪港[18]。
- 华夏时报报道，有机食品大多不达标，缴费1.85万元，1个月内认证机构即可完成审批手续[189]。
- 京华时报报道，方丈释永信陷包养女大学生传闻，河南嵩山少林寺悬赏5万元求证据[190]。
- 三秦都市报报道社团组织乱象，中华爱国工程联合会非法敛财，中爱联现有常务理事61名，理事153名，花200万元即可当常务理事[191]。
- 水母网报道黑心学校，贵州遵义中华路东风小学给学生吃烂菜[192]。
- 内蒙古乌兰察布后旗，农民李继文土豆滞销微博含泪求助，9万多网友和土豆网热心介入，成龙慈善基金会出手相助[193]。
- 南方日报报道，原就读于广东广州越秀区新苗小学的13岁“黑户”少女敏敏被陌生男子软禁奸淫15个月，获救后正式落户广州，涉案男子被起诉[194]。
- 下午3时37分，从湖南张家界开往凤凰的湖北荆州籍鄂D08102旅游大巴，行驶至S306永顺县青坪镇龙关村路段时，发生侧翻事故，10人遇难[195]。

## 10月15日
- 四川省阿坝州一名19岁还俗僧侣高呼口号自焚重伤，成为当地两周来第6名自焚者。星岛日报/新浪香港
- 新华网报道，2011年成人高考湖南岳阳出现914人群体性代考，查出与考生身份不符者734人，再次身份核验时查出180名代考者[196]。
- 广西玉林驻军与当地警察互殴，导致军警对峙[22]。
- 江苏镇江市地税局处长韦荣强与打工妹掐架，被暂停工作处理[197]。
- 河南南阳一政协委员受审时“与狼共舞”申请取保候审被拒，审讯所用的警犬基地开始拆除[198]。
- 人民网报道，网友爆料保质期长达半年动车盒饭，一辆开往南京的动车提供由浙江桐庐冠华兔业与上海新成食品二家公司出出厂盒饭，标注的保质期长达半年[21]。
- 北京晨报报道，北京公布收费公路清理结果，共有收费公路17条，2010年日均进账1,637万余元，年末债务余额439.23亿元[199]。
- 新华网报道，位于山西万荣中国唯一北宋庑殿顶建筑——万荣稷王庙大殿修缮后10月起正式对外开放[200]。
- 江苏大丰大中镇鼎诚纺织有限公司在建厂房发生墙体倒塌，4人死亡2受伤[201]。

## 10月14日
- 《凤凰周刊》29期封面：朝鲜毒品，攻陷东北。凤凰周刊
- 谁选出的“人民代表”：江苏南通通州区政协委员、南通东鑫船舶董事长秦建东于南通师范学校附属第二幼儿园门口开车扎伤行人，民警处理事故时不服处理，叫嚣“我是人民代表”后趁机驶离现场[202]。
- 华龙网报道，重庆出台《学车指南》，中途退学可退费，退费多少有规定[203]。
- 山东收费公路总里程3,414公里，其中还贷公路7,034公里，占收费里程的78.47%。2010年度累计收费189.35亿元，每公里年均收费211.23万元，每公里日均收费5787元。2010年底，累计还贷余额1,080.52亿元[20]。
- 国务院日前批复“原则同意”《全国地下水污染防治规划(2011—2020年)》，计划2015年初步遏制地下水水质恶化趋势。新华网（参见中国2010年9月8日有关报道）
- 20时40分左右，10·5湄公河金三角泰国清盛水域13名遇害中国船员和29名家属，经陆路自勐腊磨憨口岸入境回国，抵云南西双版纳[204]。
- 曾遭服刑3年的嵩县大坪乡宋岭村智障吕天喜，官方否认替人顶罪，在河南省政法委干预下获赔30万元[205]。
- 山西省临汾市纪委书记沈庆华年龄造假被免职[25]。
- 新快报报道，赌资累计超10亿元，跨越鲁辽津粤数省市与韩国的特大涉外网络赌博案件于烟台侦结，包括韩国女赌王卞某在内的23名落网[206]。
- 广东广州白云区太和镇城管强拆违章建筑，多名城管队员被打伤，警察鸣枪示警控制现场[207]。
- 财政部表示，中国内地人均财政收入1,166美元，仅及部分发达国家的8%[208]。
- 山西日报报道，山西介休绵山镇大靳村村民拆除房屋时发现一条长达4公里的古地道，地道贯穿整个村庄，初步分析为清末建筑[209]。
- 广西隆安县乔建镇新华街毒贩李林持枪劫持3名幼童当人质，遭围捕后自杀，人质安全[210]。
- 陕西蒲城国际通用航空大会，一架歼7飞豹战机飞行表演时坠毁于党睦镇董楼村，地面无伤亡；2名飞行员1人遇难[211]。
- 上午9点20分左右，湖北荆州一辆168路公交车于郢都路文理学院公交车站停靠时，一男子突然驱散乘客并在车内纵火，纵火者亡，另造成1伤[212]。
- 中國國家統計同日公布9月份消費者物價指數（CPI）年增率為6.1%。漲幅雖略低於7、8月份，但未來通膨壓力仍然不容忽視。中央社-1中央社-2
- 曾獲中國國家科技進步特等獎的「飛豹」，正式名稱為殲轟-7或FBC-1，同日在陝西蒲城「2011中國國際通用航空大會」飛行表演時墜毀，「飛豹」是中國首次自主研發的雙座、雙引擎超音速全天候殲擊轟炸機。中央社-1中央社-2

## 10月13日
- 福布斯2011大陆最佳商业城市榜单出炉，东部5市广州、深圳、杭州、上海和南京依次居前5位；苏鲁浙粤4省共58市入榜，其中苏多达18市，鲁浙各14市，粤12市；4直辖市均居前20位；晋、琼、甘、青、宁、藏和新7省区无城市入榜[23]。
- 道德缺失与人心冷漠，下午5点半左右，广东佛山黄岐广佛五金城发生车祸，2岁女童两次遭车碾压，18人路过无人出手相救或报警[25]。
- 黄桂章被免去北京铁路局局长职务黄桂章被免去北京铁路局局长职务；因10月10日9时30分由陕西韩城开往北京西站的1164次旅客列车行至石景山南站准备进站时车头脱轨事故引起[213]。
- 下午4点40分左右，一美国女游客杭州西湖救落水轻生女子，救人后悄然离去[214]。
- 顾客自位于山东青岛市北区辽阳西路卜蜂莲花超市，所购双汇火腿肠惊现蛆虫获获10倍赔偿[215]。
- 华商报报道，被戏称为“红顶商人”的陕西山阳县房管所长张惠阳所长任职20年遥控办公长达10年[216]。
- 国际数据咨询公司IDC初步统计数据显示，联想出货量经超戴尔，成为全球第二大PC厂商[217]。
- 建筑面积1,000余平米中国第一个农民工博物馆于四川金堂县开馆[218]。
- 新疆和布克赛尔发现储量约4万吨氧化铍矿藏带[219]。
- 2011年北京对口支援新疆兵团农十四师12项目全部实施到位[220]。
- 都市时报报道，2001年10月13日云南祥云县沙龙镇石壁村29岁青年李春云追劫匪被杀，父亲刘兴福四处奔波申请见义勇为五年未果[221]。
- 西部网报道，陕西神木县上千地下钱庄危机四伏，炒房资金链出现断裂[222]。
- 中国新闻网报道，山东济南华山镇假酒黑作坊主张某礼获刑6年[223]。
- 检察日报报道，辽宁凌源市教育局长马金厚为传宗接代受贿包养女大学生[224]。
- 下午15时许，浙江台州路桥区篷街镇新星村3区一花炮加工点发生爆炸，造成1人死亡，2人重伤[225]。
- 零时30分左右，京港澳高速1529公里处（湖南湘潭境）发生一起5车连环相撞的交通事故，两人当场死亡[226]。
- 江西赣州突降暴雨，一辆公交车在开发区积水路段熄火，42名乘客被困车内水淹至脖[227]。
- 晚间9点过后，广西北海四川南路发生车祸，一小车撞上道路绿化带大树，4人死亡，1人重伤；事故车内发现疑似毒品物质[228]。
- 广东深圳市总工会约见古驰高层，表明依法维权严正立场；支持古驰员工成立企业工会[229]。

## 10月12日
- 10月2日与10月10日，广东五华县连续发生3宗劫匪开车强掳上学女中学生的拐卖人口案，2案犯于10月12日落网，均系本县郭田镇和双华镇人[230]。
- 广州日报报道，广东东莞一个月内注销65家鞋厂，工厂关闭后由房东垫付实际工资[231]。
- 1981年出生的法学女博士胡娟出任湖北通山县长[26]。
- 湖北武汉广告气球飘落江苏溧阳，炸伤3人已获赔偿[232]。
- 山东利津县利津街道姜家庄村38岁超生孕妇马吉红，计生部门强制送院引产致孕妇死亡[233]。
- 南方都市报报道，党委会上意见不和，局长互殴，湖南衡阳市司法局长万春生与副局长廖曜中彼此大打出手遭解职[234]。
- 官媒《环球时报》首次就陈光诚发表 署名评论文章，称导致软禁维权人士的农村小环境与国家大政治无关。BBC（页面存档备份，存于）
- 中俄总理第十六次会晤就管道原油贸易价格问题达成一致[235]。
- 上午11时许，位于广东从化鳌头镇鳌头中学附近汉普医药车间发生爆炸事故，已造成1人死亡4人受伤[236]。
- 重庆忠县复兴镇上营村居民陈长元家宴食物中毒造成3人死亡，现场发现农药污染食品[237]。
- 安徽巢湖发生大规模出租车罢运事件，约有数百辆出租车停在市区马路中央。据称原因可能是前不久撤销巢湖市遭成原巢湖市区人气大减。目前媒体已噤声。
- 湖北武汉市武昌理工学院开设“淑女班”，身高、潜质等要求高，[來源請求]

## 10月11日
- 新京报报道，调查显示，湄公河金三角10月5日13名中国船员遇难水域，2011年以来共发生近50起货船劫持案，云南当地船主有70%的货船曾遭劫持[238]。
- 淘宝网大幅提费用遭对抗，中国最大B2C——淘宝商城电子平台持续受到数万名自称“中小卖家”的网民集体攻击，部分网店暂停营业[27]。
- 凌晨时分，广东珠海金湾区平沙镇立新社区发生[入室抢夺男婴案，10月12日4名涉案嫌犯全部落网，婴儿被解救[239]。
- 广东深圳地铁行李安检机属非法设置，可造成辐射泄漏。深圳人居环境委核与辐射管理中心表示，北京奥运和广州亚运所用安检机也没有安全许可证[240]。
- 海南海口市政府统一招标被指挑贵的买，中标企业资质“无五”乃空壳企业。就此，海口市政府采购中心日前通过新华社回应称“政府采购的就是正确的”，政府采购资料属“商业机密”不宜公开，政府采购中心主任还表示要将记者“关到会议室监控起来”。在今天，海口市财政局通过中新社重申：程序合法。京华时报/腾讯（页面存档备份，存于）中新网/腾讯（页面存档备份，存于）
- 新华网报道，由9名浙沪游客与5名当地高山协作与背夫组成的14人登山团队，9月30日在四川阿坝州进入四姑娘山后，直至10月9日接到高山协作家属求助报告，才获悉团队已失踪数日，目前当地政府及救援组织正在全力搜寻[241]。
- 罕见的楼市“'朝令夕改”调控令，广东佛山上午公布楼市调控新政，下午宣布公布“暂缓执行”[242]。
- 载客量960人的近万吨级豪华客滚船“双泰19号”首航琼州海峡[243]。
- 下午17时40分左右，黑龙江鸡东县金地煤矿发生透水事故，初步核实有13名矿工被困井下，截至19日上午11时尚未找到生命迹象[244]。
- 陕西延川县中湾村发生山体滑坡，八孔窑洞被埋，估计1人失踪[245]。
- 凌晨3时33分，琼州海峡中水道13号标附近一货船沉没，9名船员逃生获救[246]。
- 上午10时许，广东广州白云区钟落潭镇105国道旁的一加油站发生持枪抢劫案，劫走现金90多万元[247]。

## 10月10日

武昌起义

- 中国移动重庆公司原老总20年受贿3,616万元[28]。
- 世界精神卫生日，有公益机构首次披露公务员得罪领导“被精神病”行贿后逃出精神病院打官司获清白的案例。东方早报/新浪香港（页面存档备份，存于）（“被精神病”可见：中国2010年9月、10月、11月，以及中国2011年1月、4月、5月、6月新闻动态。）
- 武昌起义珍贵革命历史文物惊现江苏无锡。一张由时任中华民国副总统海陆军大元帅兼鄂省都督黎元洪写书、落款为民国铁血军养济院——义军排长陈鹏飞所获奖状被其71岁的外孙冯伟国老人完好保存，并将捐赠至无锡市档案馆收藏[248]。
- 上午10时10分，湖北省暨武汉市举办纪念辛亥革命100周年缅怀英烈祭奠仪式[249]。
- 《辛亥革命一百周年》纪念邮票在湖北省武汉市首发[250]。
- 民政部自然灾害灾情分析显示，1-9月份，中国内地各类自然灾害共造成1,074人死亡(含失踪127人)，912.7万人次紧急转移安置[251]。
- 即日起，广东广州出租车起步价由7元调升至10元[135]。
- 为遏制公车私用，即日起青海省级党政机关所有公务用车于前挡风玻璃统一位置张贴公务用车标识上路行驶[252]。
- 新华网报道，一家对外宣称的“研究所”、工商注册名为“北京中郡县域经济咨询所”的毫无评选资格的普通公司，在中国内地开展了长达近10年引人瞩目的“百强县”评比；2011年竟有17个国家级贫困县上榜“百强县”名单[253]。
- 国家互联网信息办公室称要扎实大力推进网络媒体“走基层、转作风、改文风”，组织网络媒体从业人员学习认真学习马克思主义新闻观以及中央领导同志的重要论述。光明网/网易（高亮）（页面存档备份，存于）
- 曾为南阳市政协委员的河南民企老板杨金德，两次上访后被沦为“黑社会”头目；杨称曾遭刑讯逼供，与警犬同居，肛门插酒瓶。原本身体健康的他现在瘫痪于看守所等待二审。[254]。
- 位于甘肃酒泉肃州区华锐风电科技生产厂区发生吊装设备倾倒事故，造成包括酒泉工业园区管委会主任于永东在内的5人死亡，1人受伤[255]。

## 10月9日

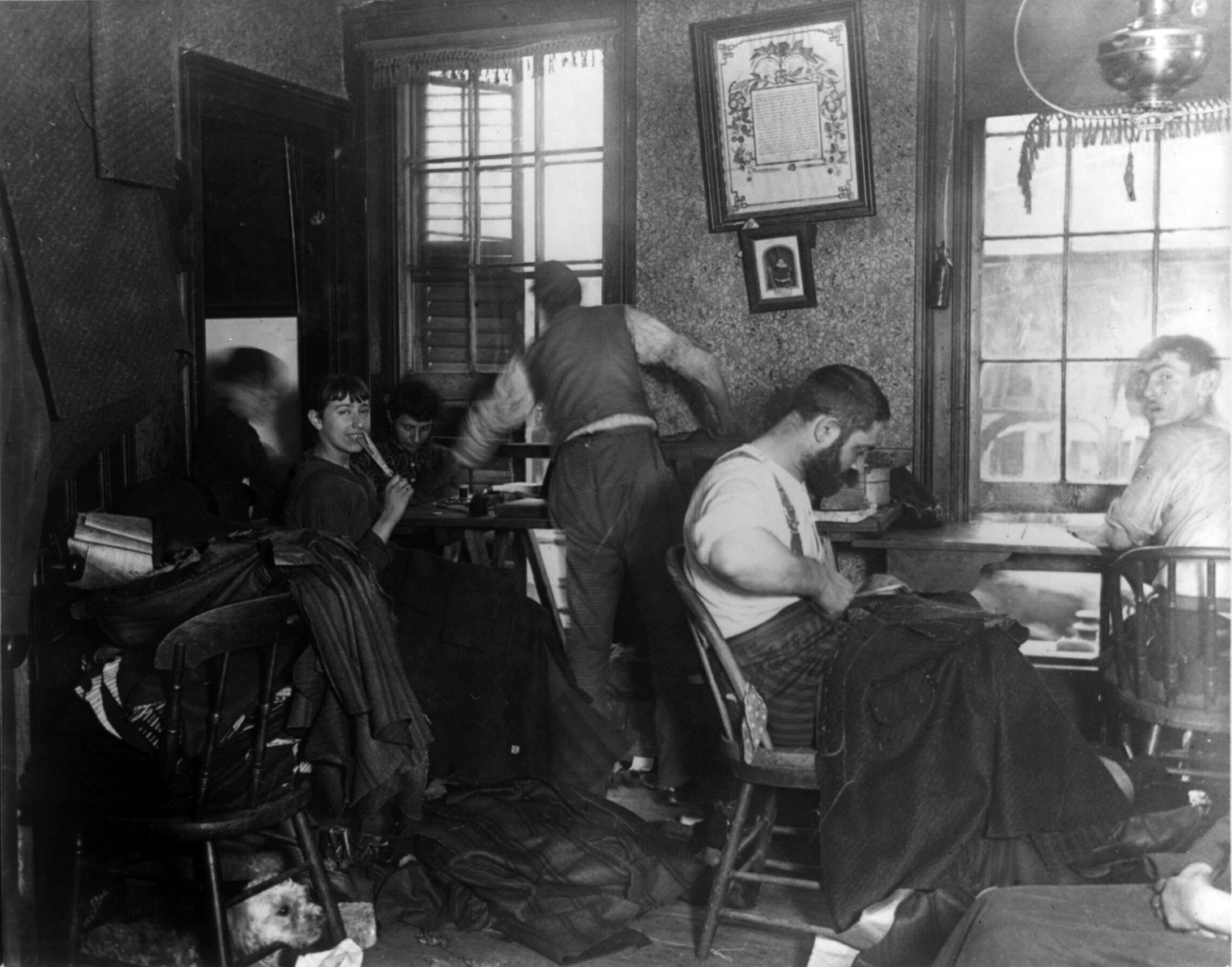
1889年的纽约血汗工厂

- 三秦都市报 报道，2名古驰深圳旗舰店辞职员工爆料深圳古驰为血汗工厂，喝水要申请，上厕所要报告，虐待员工特别是怀孕妇女[30]。
- 纪念辛亥革命100周年大会于北京人民大会堂举行，胡锦涛发表讲话，提出终结两岸对立，抚平历史创伤[256]。
- 陕西铜川经济适用房变商品房，相关领导：记者不要问。陕西广播电台/凤凰网（页面存档备份，存于）
- 南方日报报道，浙江温州九成家庭涉足民间借贷，坏账或达1500亿元[257]。
- 扬子晚报报道，2月25日南京绑架案，涉案母女10月9日于南京中院开庭审理[258]。
- 广东陆丰少年遇抢劫反抗遭霰弹枪枪击后续：缝数千针面容尽毁。羊城晚报/凤凰网（页面存档备份，存于）
- 约21时50分，在山东烟台北偏西48海里处，一艘名为Achillies马绍尔群岛籍货轮撞翻一艘渔船后逃逸，造成渔船4名船员遇难[259]。

## 10月8日

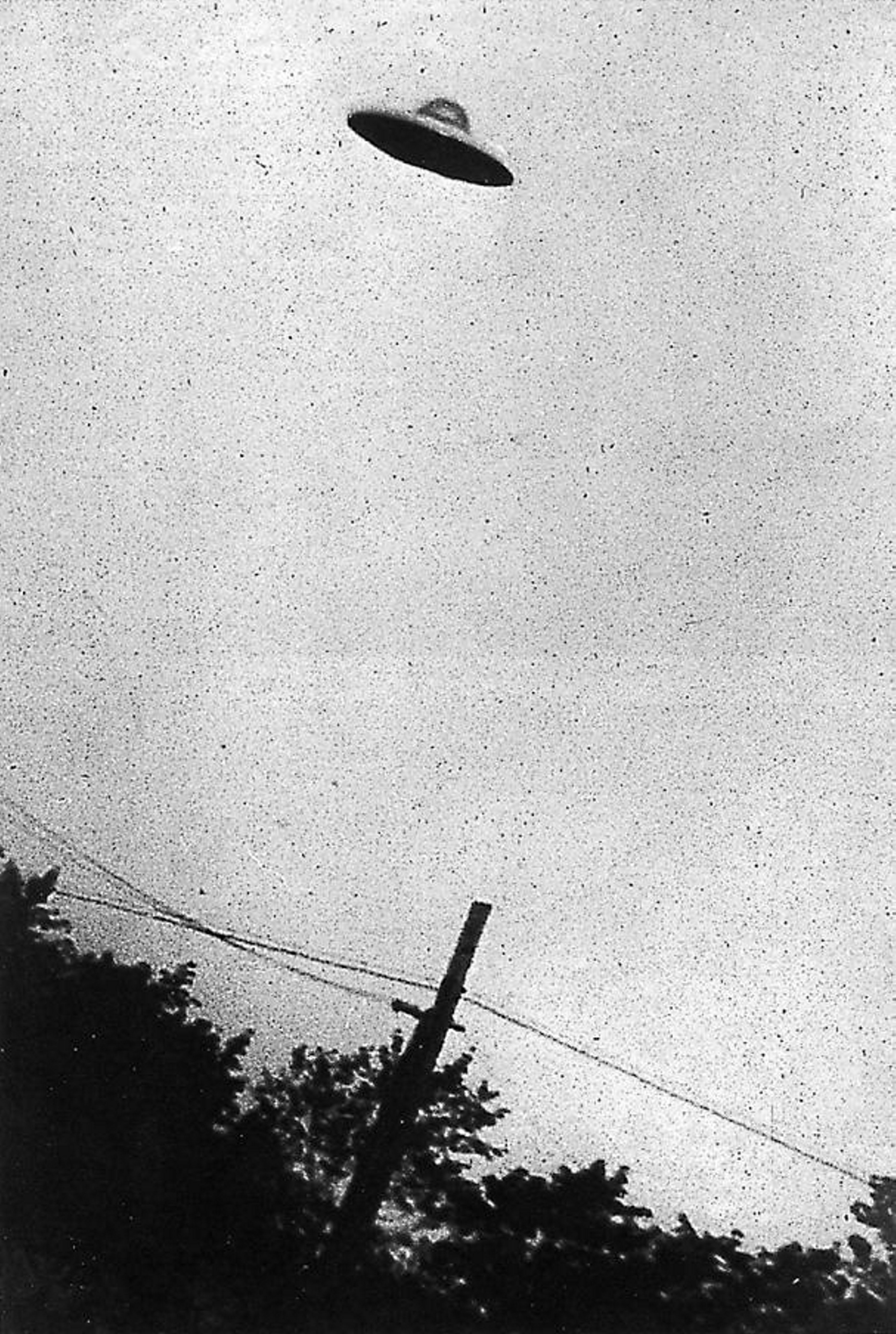
1952年于美国新泽西州拍摄的不明飞行物

- 早上6时40分，3位高位截瘫旅客于昆明巫家坝机场搭乘成都航空EU2224登机遭拒[260]。
- 中国科学院紫金山天文台研究员王思潮正式通报近期3起不明飞行物，称这3个UFO皆人类尚难解释，应该都不是已知的空间飞行器[261]。
- 长江日报报道，截至8月底，中国内地查处单位私设小金库58,225个，涉及金额266.54亿元[262]。
- 10月8日晚至9日晨，天龙座流星雨大爆发，密度每小时200颗左右[263]。
- 主体建筑面积18,228平米的广州辛亥革命纪念馆正式开馆[264]。
- 湖北广水市高层官员上调带走28公车，人大五常委联名追讨[31]。
- 云南楚雄州农业局公务人员赵朝魏，10月4日驾驶牌号为云E·84547公务车出境惊现老挝，被天涯论坛网友爆料后遭“免职”[265]。
- 新华网报道，天津4名90后小青年殴打小偷致死，被处以6-8年有期徒刑[266]。
- 13时50分左右，位于辽宁大连旅顺口亿达集团在建工地发生塌方，已造成9人死亡，4人受伤[267]。
- 新京报报道，北京中国矿业大学出台规定，教师接受学生敬烟不进行劝阻被视为教学违纪[268]。
- 上海世博会台北馆搬回台湾台北，于花博公园与民众见面[269]。
- 中华工商时报报道，首家美国上市的中国内地网络公司中华网（CDC）向亚特兰大法院申请破产保护[270]。
- 中石化被曝花13万元印天价名片，并附有收据佐证[271]。
- 浙江宁波女大学生肖佳卉献血后晕倒致残，血站遭起诉[272]。
- 网友爆料，山东潍坊检察检察长王卫东违规购买百万豪华专车[273]。
- 法制日报报道，新疆乌鲁木齐拆迁办干部38岁的朱某与“房虫”勾结倒卖拆迁房被刑事起诉[257]。
- 学者挂职引热议，中国科学院院士、清华大学教授王光谦任北京市水务局任副局长，挂职时间一年半[274]。

## 10月7日

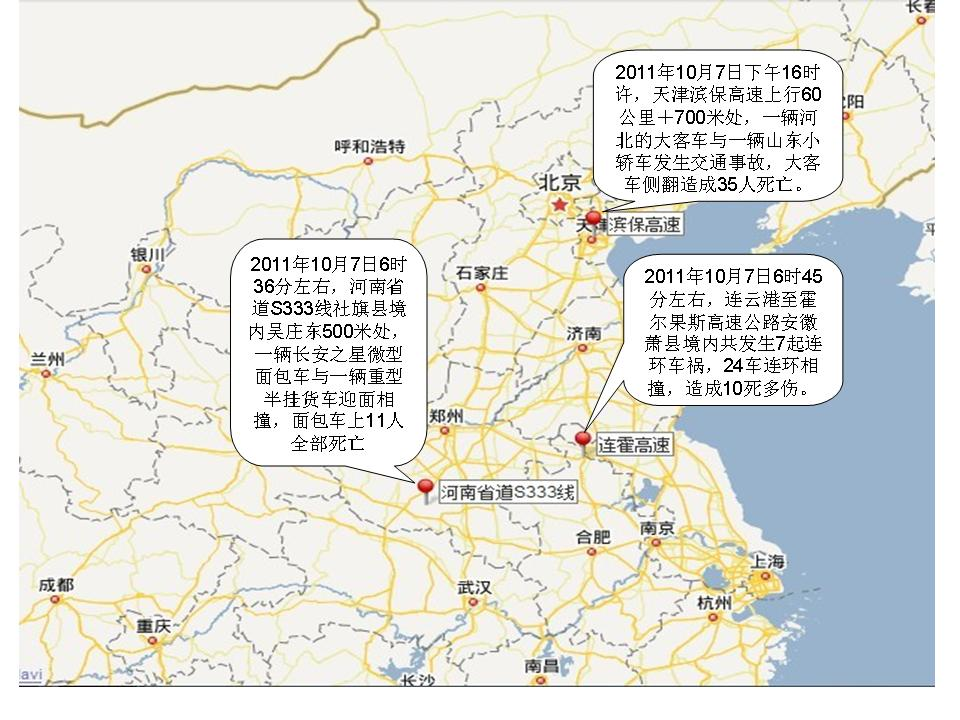
河南、安徽和天津3起恶性交通事故造成56人遇难

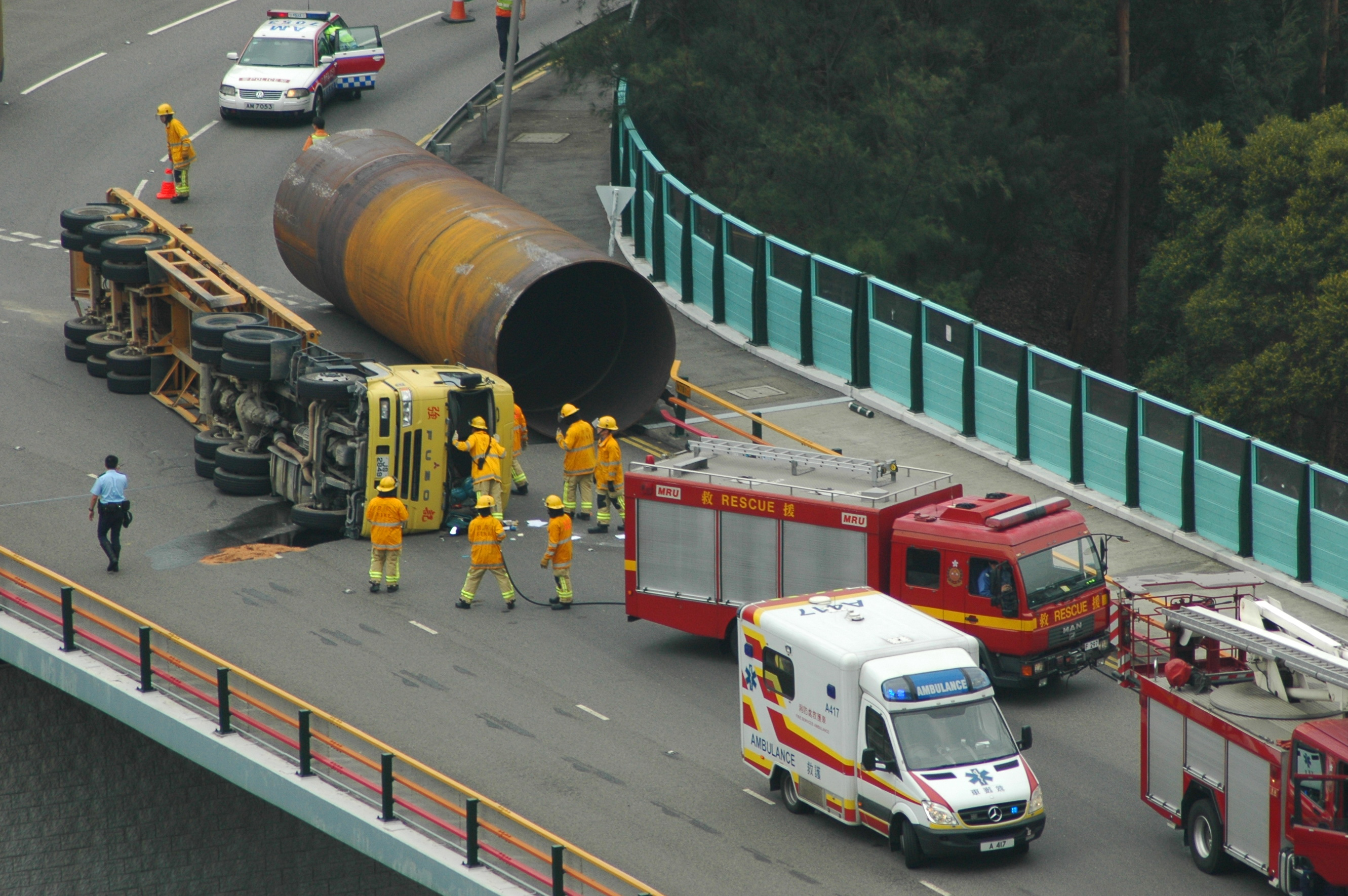
车祸惨状

- 凌晨2时许，云南昆明官渡区大板桥街道红沙坡村17岁花季少年符国俊被政府临时雇佣的保安殴打致死，数百村民讨说法[275]。
- 涉嫌与前局长邵力平被双规有关，广西南宁铁路局总调度长、运输处处长李智跳楼身亡[276]。
- 中国工程院院士庄辉教授称中国乙肝病毒携带者比例已由9.75%降至7.18%[277]。
- 《新闻联播》报道黑龙江农民真高兴：年收入20余万吗，共产党白给好几万。[278]
- 综合媒体报道，7日是黄金周的最后一天，交通进入返程高峰，当日河南、安徽、天津发生3起重大交通事故，共造成至少56人死亡[34]。
- 16时21分，西昌卫星发射中心用长征三号乙运载火箭成功发射法国泰雷兹阿莱尼亚宇航公司制造的W3C通信卫星并送入预定轨道[279]。
- 安徽郎溪县政府办副主任朱晓辉自缢身亡[257]。

- 早晨6时36分左右，河南省道S333线社旗县境内吴庄东500米处，一辆长安之星微型面包车与一辆重型半挂货车迎面相撞，面包车上11人全部死亡[280]。
- 早晨6时45分左右，连霍高速（G30）安徽萧县境内发生24辆车连环相撞事故，至少造成6死19伤[281]。
- 下午16时许，天津滨保高速上行60公里＋700米处，一辆河北的大客车与一辆山东的小轿车发生交通事故，大客车侧翻，造成35人死亡[282]。

## 10月6日
- 泰晤士全球大学排名中华区共有24所大学入选前400，内地10所、台湾8所、香港6所。港大排名仅次于日本东京大学列第34位居亚洲区第2位，北大为内地排名最考前大学列49位，台大为台湾最考前大学列第154位[35]。
- 文化部叫停孔子和平奖，启动孔子世界和平奖。[283]
- 四川日报报道，四川拟3年实现行政权力网上透明运行，财政预决算公开细化到项，公众参与为重大决策必经程序[284]。
- 山东商报报道，浙江温州民间借贷资金规模达440亿元，年利率高达180%[285]。
- 官员自杀多“患抑郁症”，绍兴市计生委主任叶锦茹于绍兴国际大酒店14层跳楼身亡，警方称遗书内容不便透露[286]。
- 心灵艺术家魔术师艾革 Igor Zhou於10月1日下午进入3.6吨沙土的电话亭沙箱，进行长达六天五夜的极限挑战行动艺术「重生-活埋120小时」。6日傍晚出土，于上海欢乐谷成功挑战极限，并创下吉尼斯世界纪录[287]。
- 9·27上海地铁追尾事故原因查明——系责任事故，申通集团12名责任人遭处罚[288]。
- 13时30分，北京市昌平区南口镇一商城院内，一辆旅游大巴突然从坡上溜行，3名正要用餐的香港康泰旅行社游客被撞身亡[289]。
- 19时许，浙江玉环县披山岛附近海域的浙玉渔7113号渔船机舱突发大火，1人遇难[290]。
- 为期3天的第十一届世界华商大会于新加坡开幕，主宾新加坡总理李显龙出席[291]。

## 10月5日

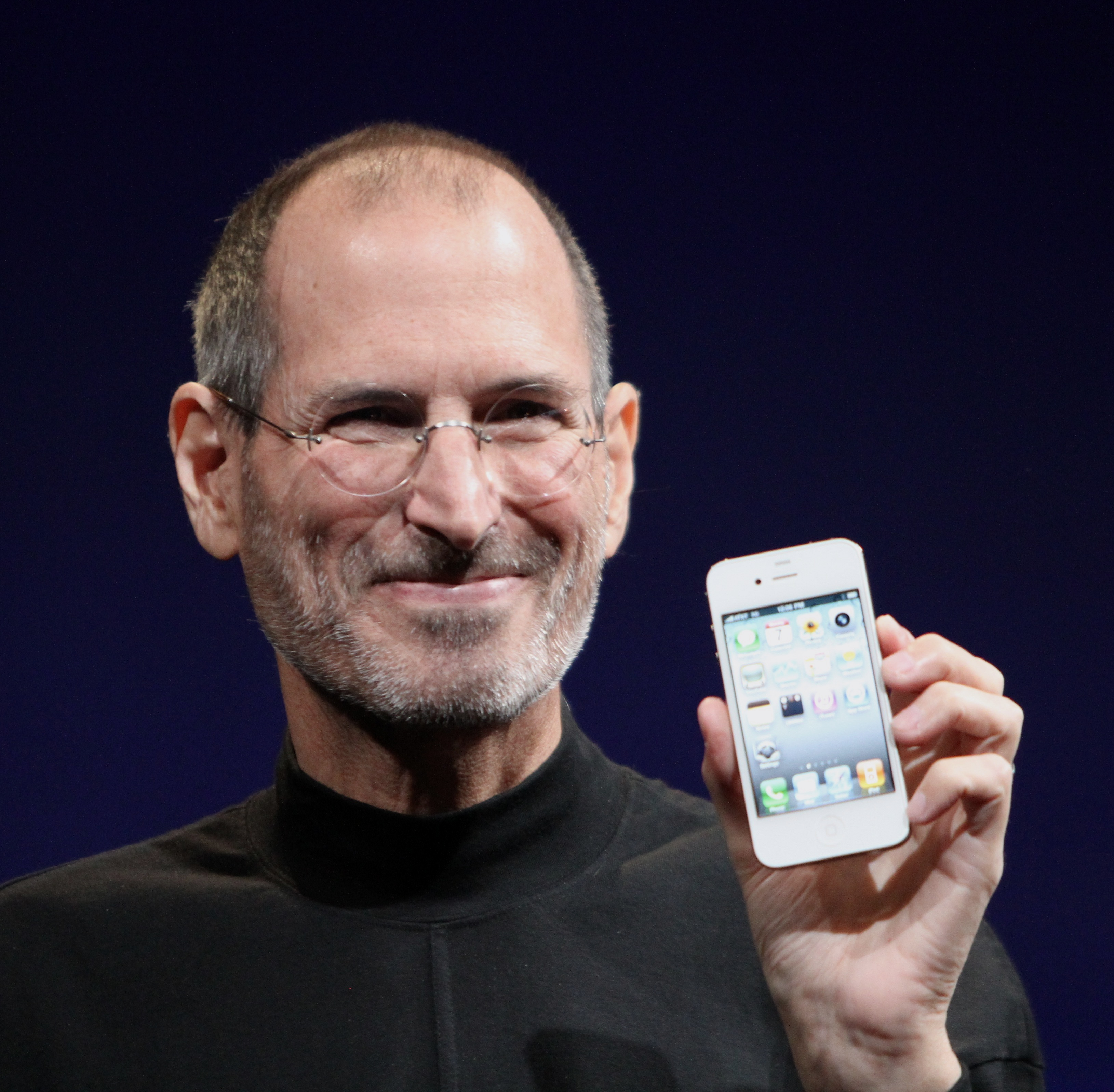
苹果创始人、首席执行官乔布斯（1955-2011）

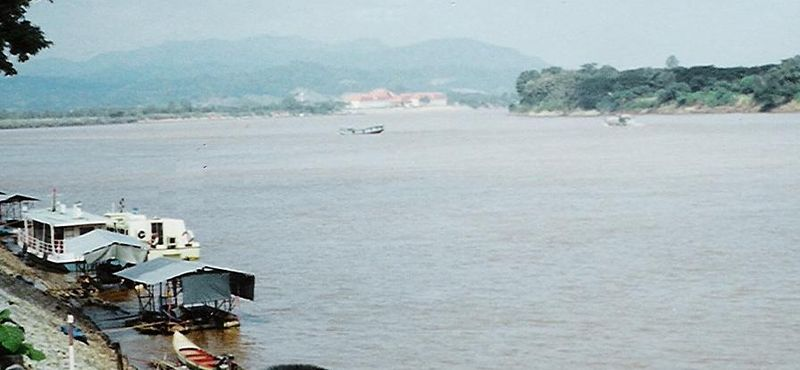
金三角水域

- 中国籍华平号和缅甸籍玉兴8号两艘商船在湄公河金三角水域泰国境内遭武装快艇劫持，12人被枪杀，1人失踪[292]。
- 吸毒相识、情感纠葛遭杀身，山西太原小店区男子杜某被情妇，41岁重庆籍女子吴某伙同网友杀死[293]。
- 广东电白县观珠镇3名小学生喝农药自杀，1人身亡[294]。
- 南海网报道，海南海口美兰区三江镇茄芮村人——16岁加入琼崖纵队94岁高龄的吴惠萍老人健康生活于三江敬老院[295]。
- 甘肃日报报道，甘肃酒泉洋葱卖难问题得到解决，洋葱年产总量88万吨最迟到10月底可被全部收购[296]。

- 上午11时45分，位于江苏南京的南钢集团炼铁厂5号炉发生铁水外溢事故已致12人死亡1人伤[37]。
- 凌晨2时许，广东龙川县上坪镇新村渡田河自然村，因林地纠纷引发的持枪斗殴事件，导致1死3伤[297]。
- 下午3时02分，位于广州市海珠区的广州塔双层观光电梯于63层处突然停止运行，40名游客被困1小时[298]。
- 贵州共有800多名百岁寿星，每位寿星每年可获1,200元“百岁老人补助”[299]。
- 云南西双版纳州科技局长罕文荣妻子和女儿一夜被杀[300]。

## 10月4日
- 一产妇于河南郑州大学第二附属医院施行剖腹产手术等候逾2小时不见手术大夫，导致胎死腹中[301]。
- 位于郴州市苏仙区良田镇一家名为稀贵科技的企业7人砷化氢中毒[302]。
- 中国和俄罗斯联合国安理会否决法、英等国提交的有关叙利亚问题的决议草案[39]。
- 2010年度浙江所有县份及县级市地方财政收入均超过2亿元，其中超10亿元的县（市）有34个[303]。
- 东南网报道，福建漳州全市共有209名百岁寿星[304]。
- 大河网报道，河南洛阳全市共有237名百岁寿星，最长者109岁[305]。
- 北京晨报报道，作家维权联盟起诉苹果公司侵权，索赔金额650万元[306]。
- 贵州荔波安平煤矿发生煤与瓦斯突出事故，17人遇难[38]。
- 9时40分左右，四川雅江发生一起交通事故，已确认7人遇难[307]。
- 12时30分，第19号强热带风暴“尼格”于海南万宁东澳镇一带沿海登陆；本岛北部、中部和东部普降暴雨，文昌七洲列岛达到美妙33.8米13级大风；白沙坡生水库45名自驾游被困游客脱险[308]。
- 广东增城两家大米加工厂检出大米镉超标[309]。
- 新京报报道，北京女子王云等持他人社保卡骗取药品涉案金额百余万元，构成诈骗罪和非法经营罪获刑7年[310]。
- 西部网报道，湖南衡东人大代表罗某开车撞人拒不支付赔款被限制高消费。法院作出举报悬赏办法，对提供被执行人财产线索经查证属实并执行到位的，将予以等额奖励[311]。
- 北京朝阳区诚信安顺停车管理公司雇佣无业男子向道路两侧私家车泼漆，涉嫌毁坏他人财物被侦办[312]。
- 京华时报报道，汇源公司高管未享带薪年假，起诉公司讨工资胜诉[313]。
- 曾参加超级女声、花儿朵朵获得较好成绩的25岁成都驻唱歌手许阳丽（艺名艾菲）自杀身亡[314]。
- 浙江温州康宁医院，精神病人在病房自缢身亡，保险公司被判赔29万元[315]。
- 新华网报道，江西峡江县水边镇湖洲村82岁老人邹连英，18年造林6500多亩，林木资产价值1,200万元[316]。
- 下午2点20分左右，苏州大学独墅湖校区学生公寓一男一女2名大学生于304号楼8楼跳楼身亡，疑为殉情自杀[317]。

## 10月3日
- 中石油向缅甸捐赠130多万美元建设8所学校[318]。
- 人民币汇率遭美国施压，美参院通过涉及人民币议案（2011货币汇率监管改革法）投票[319]。
- 隶属河北保定市公路管理局高阳治超站党支部书记郝丽醉酒失态导致堵塞交通造成严重影响被免职[320]。
- 湖北武汉武昌珞桂路10岁男童——华师附小五年级2班的学生李弈阳，历时近12个小时，暴走约40公里[321]。
- 四川成都狮子山劼人路嘉和园小区9栋一男子从4楼坠落求住户不要报警[322]。
- 13时40分许，重庆云阳人和街道关莲路碑石子处发生重大交通事故，一车坠罗200米悬崖，2人死亡4人受伤[323]。
- 14时许，广东雷州市调风镇建筑工地发生坍塌事故，确认造成1人死亡、7人受伤[324]。
- 云南楚雄州农科所水稻育种专家'李开斌向记者确认其改良的水稻“楚粳28”亩产千公斤，远超袁隆平“Y两优2号”亩产926.6公斤，但表示品种不同，没有可比性[325]

## 10月2日
- 权力让官方狂妄，安徽桐城市范岗镇纪委书记李成富暴打医生，高调叫嚣“我是纪委书记，我怕谁”；媒体曝光后7日停职[326]。
- 网球头号女单选手李娜中网公开赛首轮被罗马尼亚选手尼古列斯库淘汰出局[327]。
- 早上7点46分，广西平乐县二塘镇和平村，一非法爆竹加工点发生爆炸，4死8伤[328]。
- 16时许，兰海高速公路遵义至重庆方向1,185公里处（遵义境）发生9车连环撞交通事故，3人当场遇难[329]。
- 北京晨报报道，山东男子韩某假冒外籍富商以投资成立公司名义诈捐上百万获刑11年[330]。
- 京华时报报道，北京科技高级技术学校教师刘某，就餐引座位争执带领4名学生斗殴，获3年缓刑处罚[331]。
- 北京师范大学珠海分校教育学院某专业2010年级19岁女生张某在宿舍自缢身亡[332]。
- 因受下雨影响，位于新疆北疆博尔塔拉博乐市的农五师81团红提葡萄滞销，果农担忧收成将减半[333]。

## 10月1日
- 重庆市对存量房——独栋别墅开征房产税[41]。

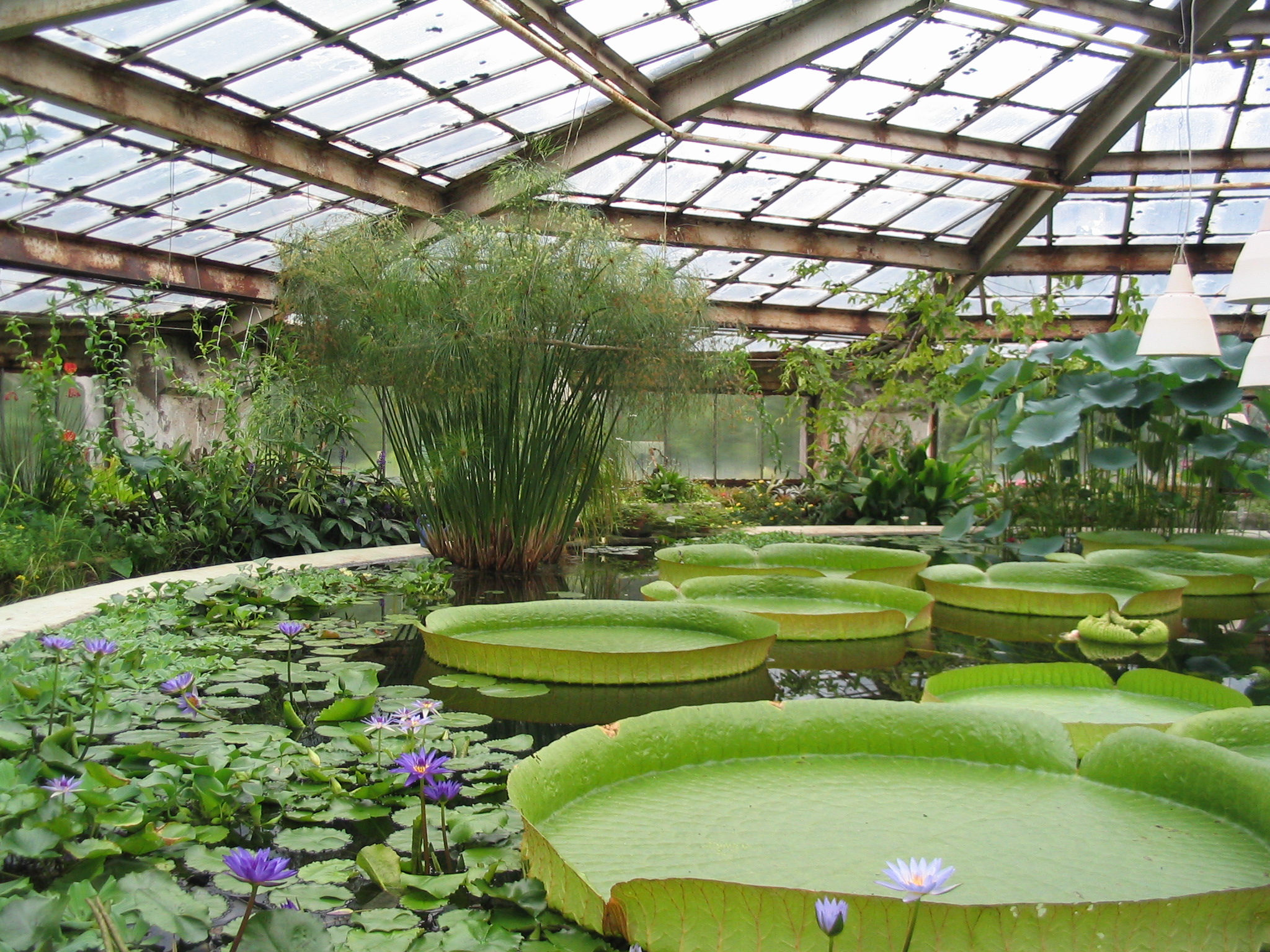
大型温室一角

- 新疆乌鲁木齐对暂住辖域流动人口全面推行居住证制度，首次办理居住证免费[334]。（参见：暂住证）
- 中国广播网报道，黑龙江飞鹤甘南欧美养殖有限公司几十名工人和上千头牛陆续感染布魯氏菌病，奶源质量未受影响[335]。
- 新华网报道，21个省市区调高最低工资标准，东部11个省市全部迈入千元之列。深圳最高为每月1,320元，浙江1,310元居第2位；陕西最低860元[336]。
- 发改委近日要求广西两家糖企于10月15日前限价出售其囤积白砂糖，否则将予以行政处罚，同时否认干预市场经济，称并非干预糖价，仅是对违法企业进行告诫。新京报/网易
- 长春城市晚报报道，原籍山东邹县88岁老人张玉德，迁居吉林长春黑户50余年市长特批终获长春户籍[337]。
- 凌晨4时许，广东深圳宝安区大浪街道发生轿车撞人逃逸事故，4名女子被撞造成重伤，目击者记下车牌号之后报警[338]。
- 扬子晚报报道，江苏灌云县开山岛，王继才、王仕花夫妇，坚守孤岛25年；江苏省军区赠与风力发电机和卫星电视信号接收器解寂寞[339]。
- 中国广播网报道，安徽灵璧多家企业遭电话诈骗，警方已介入调查[340]。
- 广西洪涝灾害，因灾死亡3人。国家减灾委、民政部针对广西近期暴雨洪涝灾情紧急启动国家四级救灾应急响应[341]。
- 湖北省兴山县，一辆自荆州开往神农架的大型客车从S312省道坠入三峡库区支流香溪河，16人遇难，19人受伤，其中8人重伤[342]。
- 下午1时30分，享年85岁的南京大屠杀幸存者倪翠萍，因罹患帕金森氏症于南京桥北新村家中辞世。南京大屠杀遇难同胞纪念馆两位幸存者铜像雕塑，倪翠萍为其中之一[40]。
- 中国之声报道，被称为江苏省盱眙县穆店乡七星村“民心工程”——耗资40万元建设的10个温室大棚建设半年处于垮塌状态成为“豆腐渣工程”[343]。
- 一辆载着陕西游客的游览车在台湾桃园县途径大溪镇时遭遇车祸，4名游客轻伤[344]。
- 中国广播网报道，秋季开学以来，云南沧源全县中小学生实现免费早餐[345]。
- 《财星杂志》全球50女强人排行榜，中国内地有8人居前50位，其中最靠前的三位分别为华为董事长孙亚芳、SOHO中国执行长张欣、海尔集团总裁杨绵绵分别列第17、24和26位[346]。
- 扬子晚报报道：曾于北京王府井地铁口靠卖艺为生、现就职于陈光标黄埔再生资源公司的前大运会吊环冠军张尚武向贫困生捐款6,000元[347]。
- 北京晨报报道，河北省原高碑店市少林文武学校女校长胡某涉嫌骗领信用卡消费，涉案金额35万余元获刑6年[348]。
- 北京地铁1号线西单站安检查获4枚子弹，分别由3名乘客携带[349]。
- “高空王子”阿迪力·吾休尔及其团队在广西柳州蟠龙山至登台山上空进行3天高空走钢丝表演[350]。